# Ото II фон Лайзниг
Ото II фон Лайзниг (на немски: Otto Burggraf von Leisnig in Penig; † 2 март 1445/1447) е бургграф на замък Лайзниг в Пениг, господар на Пениг и Роксбург (над селото Роксбург, част от Лунценау) в Саксония.
Той е син на бургграф Албрехт IX Вирт фон Лайзниг († сл. 30 август 1436), бургграф и граф на Лайзниг, господар на Роксбург, Пениг и Мутцшен, и съпругата му Фридерун († сл. 1433). Внук е на бургграф Албрехт VIII фон Лайзниг-Роксбург-Пениг († 1411) и София фон Валденбург († сл. 1394). Правнук е на бургграф Ото I фон Лайзниг-Роксбург-Пениг († 1363) и бургграфиня Елизабет фон Алтенбург († 1363/1364).
През 1365 г. родът трябва да продаде господствата Лайзниг и Мутцшен на Ветините и те ги дават на Маркграфство Майсен. Бургграфовете фон Лайзниг през 1364 г. се оттеглят в собственостите си в Пениг и Роксбург.
Rодът на бургграфовете на Лайзниг измира през 1538 г. с внук му Хуго фон Лайзниг. Земите му са превзети от Ветините.

## Фамилия
Ото II фон Лайзниг се жени на 21 май 1422 г. за графиня Маргарета фон Шварцбург-Вахсенбург († 1485/1490), дъщеря на граф Гюнтер XXXII фон Шварцбург-Вахсенбург († 1450) и графиня Мехтхилд фон Хенеберг-Шлойзинген († 1438/1445). Те имат два сина:
- Хайнрих фон Лайзниг
- Георг II фон Лайзниг (* 4 май 1436; † 12 септември 1474/4 юни 1476), женен на 17 януари 1462 г. за Йохана фон Колдиц, наследничка на Билин в Бохемия († 14 септември 1513, като монахиня в Хемниц), дъщеря на Ханс фон Колдиц, господар на Билин и Граупен († 5 октомври 1461/20 октомври 1462) и Агнес фон Ландщайн († ок. 1473).

Вдовицата му Маргарета фон Шварцбург-Ваксенбург се омъжва втори път ок. 1452 г. за Хайнрих V фон Вилденфелс († сл. 1464/1490).